# Kevin James (ilusionista)
Kevin James Lowery (nascido na França em 28 de abril de 1962) é um premiado ilusionista norte-americano. 
Conhecido principalmente por criar vários efeitos mágicos únicos, como a "Flor Flutuando", que também  é desempenhado por David Copperfield.         
Também desempenhou no cabaré de Paris, o Crazy Horse e Caesars Palace. Foi premiado com o "Parlour Mágico do Ano" pelo The Castle Magic e apareceu no especial televisivo da CBS, "maiores mágicos do mundo no Castle Magic". 
Em 2007 foi jurado na segunda temporada do programa de televisão America's Got Talent.

## Biografia
Kevin James Lowery nasceu na França, filho de Darrell e Mary Lou Lowery, ambos americanos. Seu pai era piloto de helicóptero da USAF na Europa, embora mais tarde a família mudou-se para a pequena cidade de Jonesville, Michigan, onde James cresceu. Frequentou a Western Michigan University, estudava teatro, mas desistiu no terceiro ano e se mudou para Los Angeles, onde apoiou-se em pequenas performances em vários restaurantes, que trabalham para dicas e uma refeição. 
Foi na Califórnia que James se uniu a grupos de ilusionismo, como o "Long Beach Mystics" e o Juniors Magic Castle, onde foi autorizado a assistir as performances profissionais. Com isso foi aperfeiçoando sua técnica, e em meados dos anos 1980 ganhou o prêmio Grand Prix no P.C.A.M. Depois criou um programa rotineiro que foi ao ar na televisão japonesa e europeia.
Em 1991, apareceu no cabaré francês Sebastien C'est Fou, o que levou-o ao famoso Crazy Horse em Paris, onde trabalhou por muitos anos, realizando 2-3 shows por noite, sete dias por semana. Depois de Paris, James mudou-se para Las Vegas, tornando-se um artista caracterizado no show de abertura no hotel Riviera, por vários anos. Ele abriu para o comediante Louie Anderson, Bally's Las Vegas e apresentou-se na Sheraton Walkerhill em Seul, Coreia do Sul. Em 2005, foi a estrela de "The World's Greatest Magic Show" em Las Vegas.
Em junho de 2007, James foi jurado no programa America's Got Talent, e recebeu aprovação unânime dos juízes para passar para a callbacks de Las Vegas. No callbacks, James passou para a lista curta. Então foi enviado para a fase semi-final onde decepcionou os juízes, resultando em sua eliminação.

## Prêmios
- "Parlour Mágico do Ano", 2003, Magic Castle[7]
- "Mais Original", 2005, International Magicians Society[8]